# Église Saint-Justin de Höchst
L’église Saint-Justin est une église carolingienne datant de 830 située dans la vieille-ville de Höchst, quartier de l'Ouest de Francfort-sur-le-Main. À l’époque carolingienne, l'église reflète la puissance des évêques-électeurs de Mayence. Elle adopte le plan des basiliques romaines (une nef à trois vaisseaux, et trois absides).

## Histoire
L’édifice est construit au IXe siècle par les évêques de Mayence. L'histoire de l'église est intimement liée à celle de la ville d'Höchst. Celle-ci se trouve alors dans une zone d'habitat dispersé franconien, à environ 25 km à l'est de Mayence sur une colline dominant l'embouchure de la Nidda dans le Main. Höchst est construit pendant le Moyen Âge par les archevêques de Mayence comme ville fille. Le premier document écrit connu de la ville date de l'an 790.
L'archevêque Otgar de Mayence consacre l'église au saint confesseur Justin, dont il avait rapporté les reliques d'Italie. L'église, qui était trop grande pour la ville d'Höchst, servit comme un “symbole de pouvoir” contre la cour royale de Francfort. Raban Maur, le successeur d'Otgar, a donné vers 850 la consécration finale de l'église Saint-Justin. Les ossements du saint patron Justin ont été mis dans la nouvelle église, où ils sont restés environ 450 ans.
En 1024 un synode de l'archevêque de Mayence Aribon et de nombreux diocèses subordonnés s'est tenu à Höchst. En 1090 l'église a été donnée aux moines bénédictins de l'abbaye Saint-Alban devant Mayence.
L'abbaye transfère des reliques de Justin en 1298 par Saint-Alban. L'église de Höchst fut dédiée à sainte Marguerite d'Antioche comme nouvelle patronne. Le nom oublié d' “église Saint-Justin” a été élaboré au XVIIIe siècle par la recherche historique et au XIXe siècle.

## Architecture

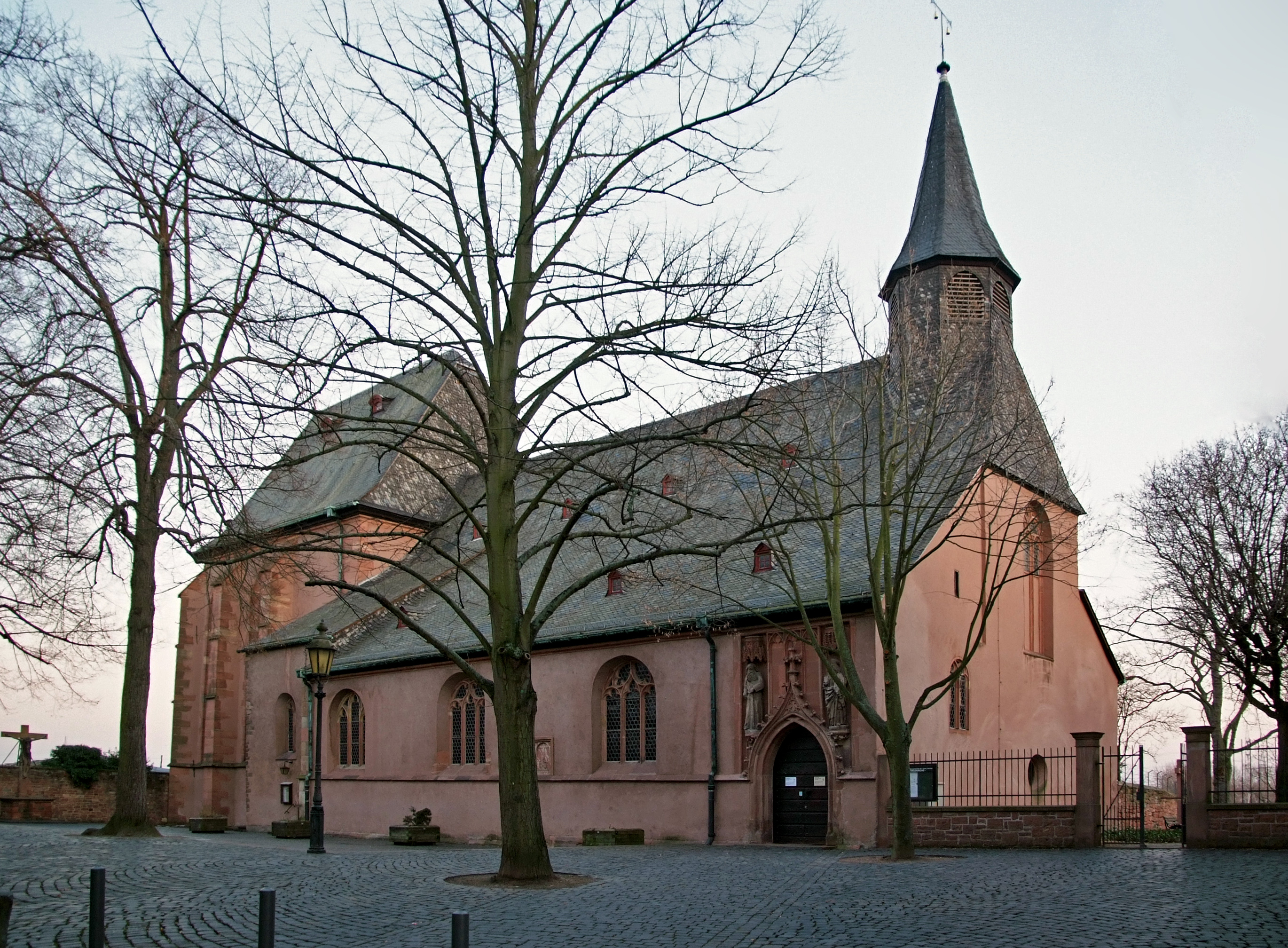
Façade nord actuelle avec la place avant
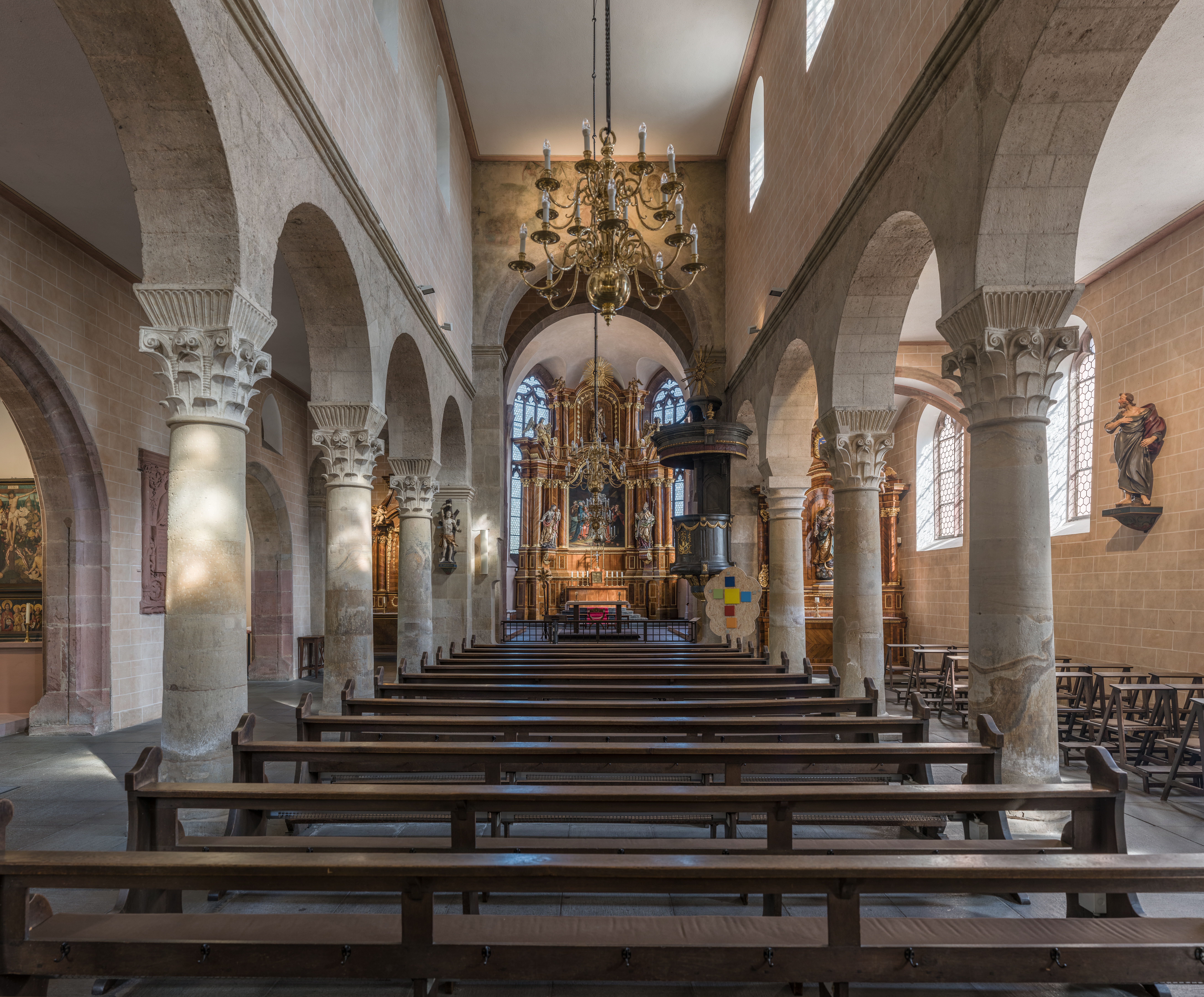
Intérieur - nef centrale
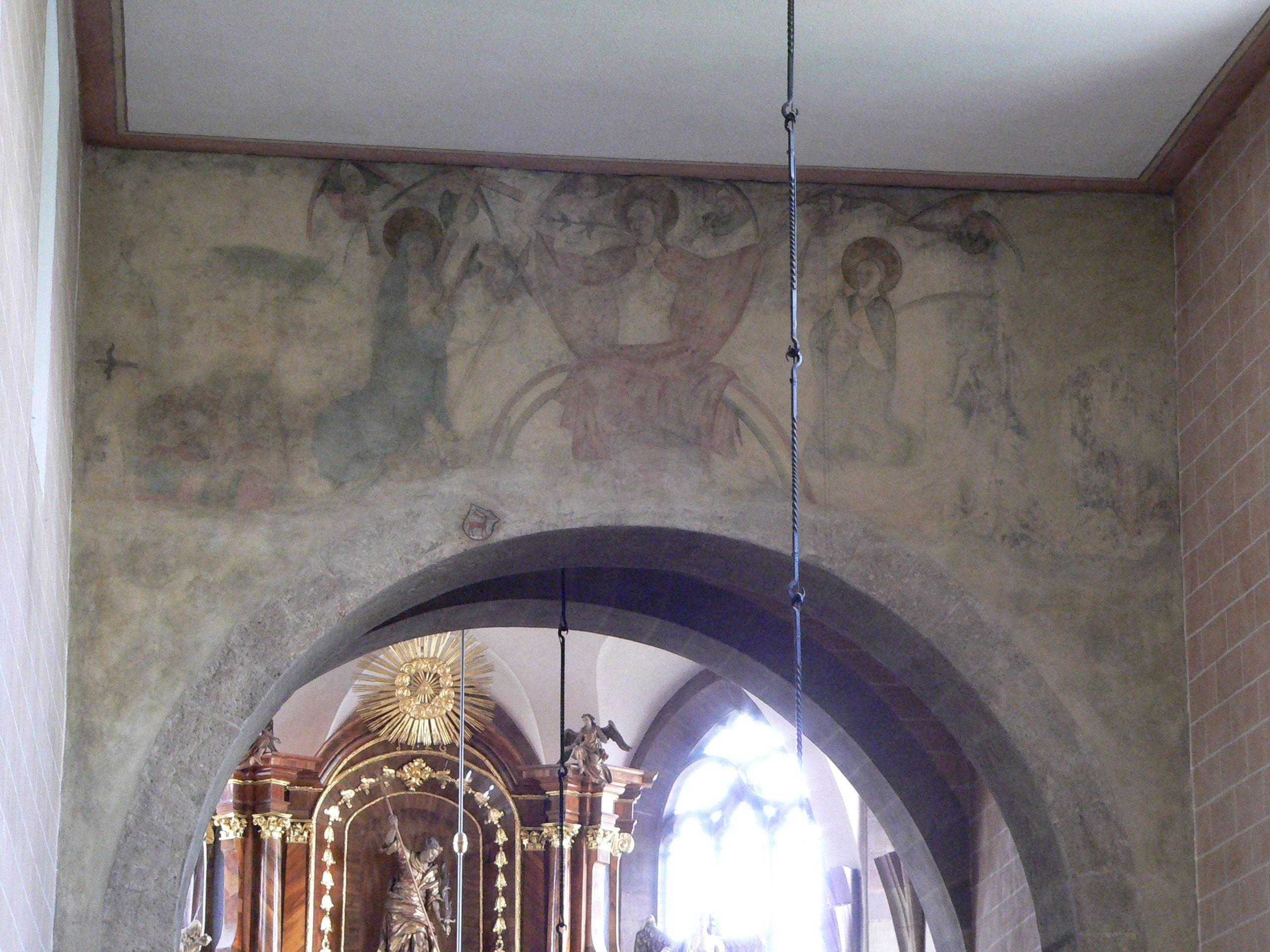
Peinture murale de la nef carolingienne

### Plan et caractéristiques générales

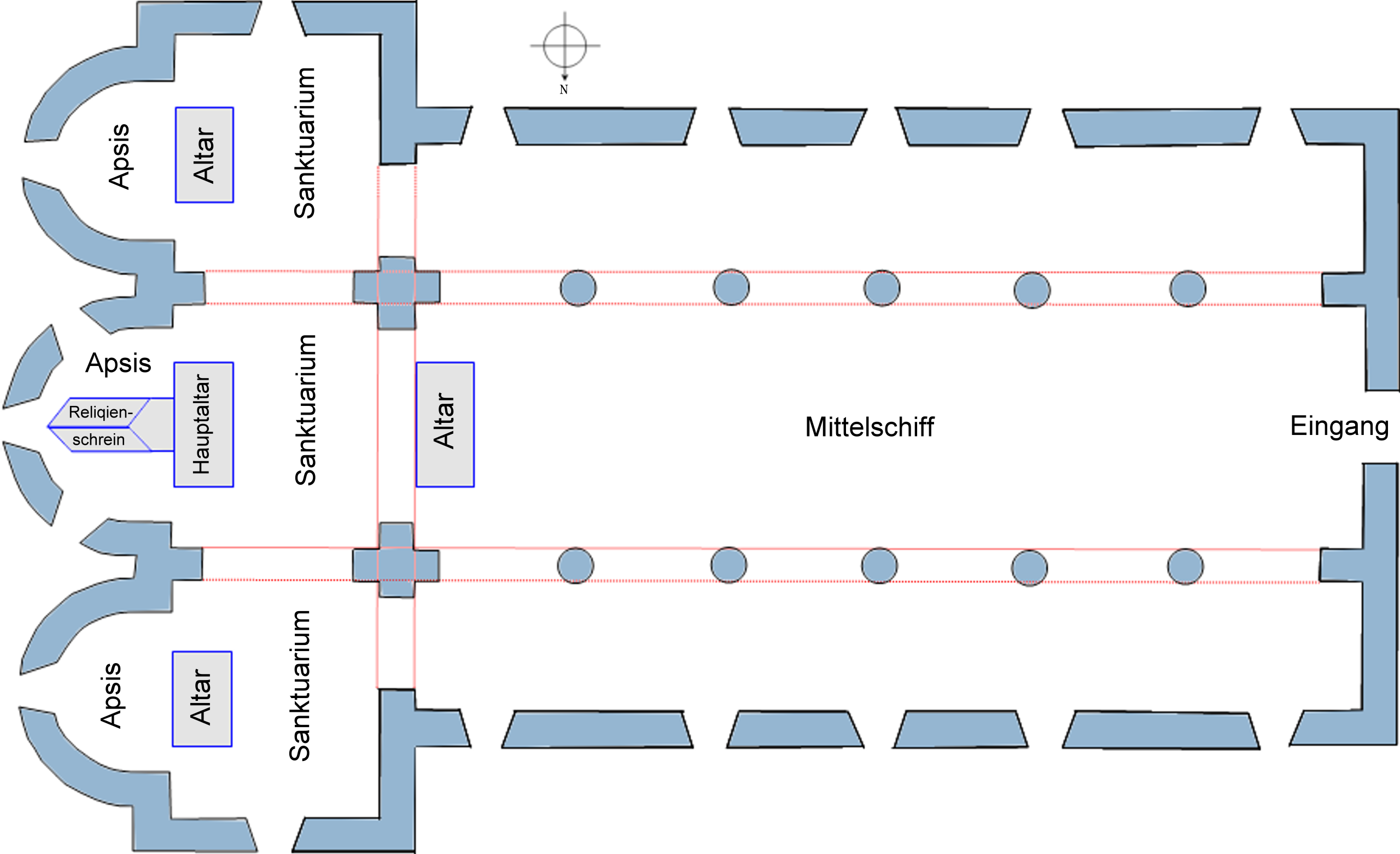
Plan d'ensemble de l'église Justinuskirche à Francfort-Höchst, IXe siècle

L’église de l'abbaye est installée dans une salle à trois nefs. La salle était accessible à l’ouest par une porte monumentale.
L’abbaye subit plusieurs modifications, au cours du XVe siècle notamment.
Au XVe siècle :
- transformation de l’église ;
- création d’un chœur gothique.

Au XVIIIe siècle :
- le maître-autel baroque est installé.

## Source
- (de) Cet article est partiellement ou en totalité issu de l’article de Wikipédia en allemand intitulé « Justinuskirche (Höchst) » (voir la liste des auteurs).